# لي كانيت
لي كاني (بالفرنسية: Le Cannet)‏ هي بلدية فرنسية تقع في إقليم الألب البحرية من منطقة بروفنس ألب كوت دازور في جنوب شرق فرنسا. تبلغ مساحة هذه المدينة 7.71 (كم²)، وترتفع عن سطح البحر 110 م، يبلغ عدد سكانها 40940 نسمة حسب إحصاء المعهد الوطني للإحصاء والدراسات الاقتصادية سنة 2009 م. وترأس Michèle Tabarot البلدية خلال فترة (2008-2014).

## توأمة
للي كانيت اتفاقيات توأمة مع كل من:
- كونيغشتاين إم تاونوس
- فيلا دو كوندي
- لافاييت
- Beauport, Quebec City [الإنجليزية]‏
- بنيدورم
- Agnibilékrou [الإنجليزية]‏

## وصلات خارجية
- صفحة البلدية على موقع المعهد الوطني للإحصاء والدراسات الاقتصادية